# 龍像寺
龍像寺（りゅうぞうじ）は、神奈川県相模原市中央区にある曹洞宗の寺院。
江戸幕府の旗本岡野家の菩提寺　父板部岡江雪斎の次男岡野房次の系統は相模国高座郡淵野辺村（現・相模原市）を領した。

## 歴史
暦応年間（1338年 - 1342年）、淵辺義博の開基である。寺伝によれば、境川の龍池に生息していた大蛇（竜）を義博が退治し、その際に頭・胴・尾が分かれて飛び散った。そこで義博は、頭が落ちた場所に「龍頭寺」、胴が落ちた場所に「龍胴寺」、尾が落ちた場所に「龍尾寺」を建てて大蛇を葬ったという。
その後3寺は衰微したが、1556年（天文2年）に巨海和尚によって3寺は統合され、旧龍胴寺跡地に「龍像寺」として中興された。その際に天台宗から曹洞宗に転宗している。
江戸時代、当地は旗本岡野氏の所領となった。その岡野家一族の墓がある。

## 文化財
- 龍像寺の岡野氏墓地（相模原市指定史跡 平成14年4月1日指定）[5]

## 交通アクセス
- 路線バス龍像寺入口停留所より徒歩5分。